# Ocellularia papuana
Ocellularia papuana är en lavart som beskrevs av Johannes Müller Argoviensis 1884. 
Ocellularia papuana ingår i släktet Ocellularia och familjen Thelotremataceae. Inga underarter finns listade i Catalogue of Life.